# Distrito de Huayana
El distrito de Huayana es uno de los veinte que conforman la provincia de Andahuaylas, ubicada en el departamento de Apurímac, en el sur del Perú.
Desde el punto de vista jerárquico de la Iglesia católica forma parte de la Diócesis de Abancay la cual, a su vez, pertenece a la Arquidiócesis de Cusco.

## Historia
El distrito fue creado por Ley N° 23977 del 30 de octubre de 1984, en el segundo gobierno de Fernando Belaúnde. Huayana proviene de los Huayahuilcas, tribu chanca asentada en los actuales distritos de Tumayhuaraca, Pomacocha y Huayana. Los huayahuilcas se caracterizaron por la construcción de casas circulares a los cuales denominaban huayas o huayanas, que a diferencia de las de cuatro lados eran mucho más numerosas. Vivo ejemplo son las ruinas de Ñaupallacta, lugar divisado entre dos ríos: Aqamayu y Challwamayu. Con la llegada de los españoles, Huayana sirvió como zona de pastoreo de vacas criollas. 
Otra teoría de Nicomedes Carrasco (1910) propone que el nombre de Huayana proviene de la frase quechua huayanasun wakata que quiere decir en español "acorralamos a las vacas", ya que había corrales naturales entre ríos y fácilmente robaban vacas por lo que cambió de nombre a Tala, como los talas, que eran abigeos del valle del Chumbao.

## Población
Según el censo de 2007, cuenta con 961 habitantes.

## Capital
Su capital es el poblado de Huayana a 3071 m s. n. m. con 293 viviendas.

## Superficie
El distrito tiene un área de 96,87 km².

## Autoridades

### Municipales  Huayana
- 2023-2026
  - Pedro Torre Ccoicca
- 2019-2022
  - Moises Torre Antay
- 2015-2018
  - Alcalde : Prof. Camilo Urpe Pacasi
- 2011-2014[3]
  - Alcalde: Pedro Mayhuiri Pacasi, del Movimiento de Integración Kechwa Apurimac (Kechwa).
  - Regidores: José Urpe Oviedo (Kechwa), Porfirio Flores Gutiérrez (Kechwa), Susana Flores de Cáceres (Kechwa), Wilver Yñigo Quevedo (Kechwa), Víctor Quevedo Ccoycca (Kallpa).
- 2007-2010
  - Alcalde: Hermelinda Pareja Urpi.

## Festividades
- Agosto 
  - 25: Patrón Santiago.
  - 15: Virgen de la Asunción.
  - 30: Santa Rosa de Patahuasi.
- Septiembre
- 29: San Miguel de Checchepampa.